# کنترل الکترونیکی ساسات

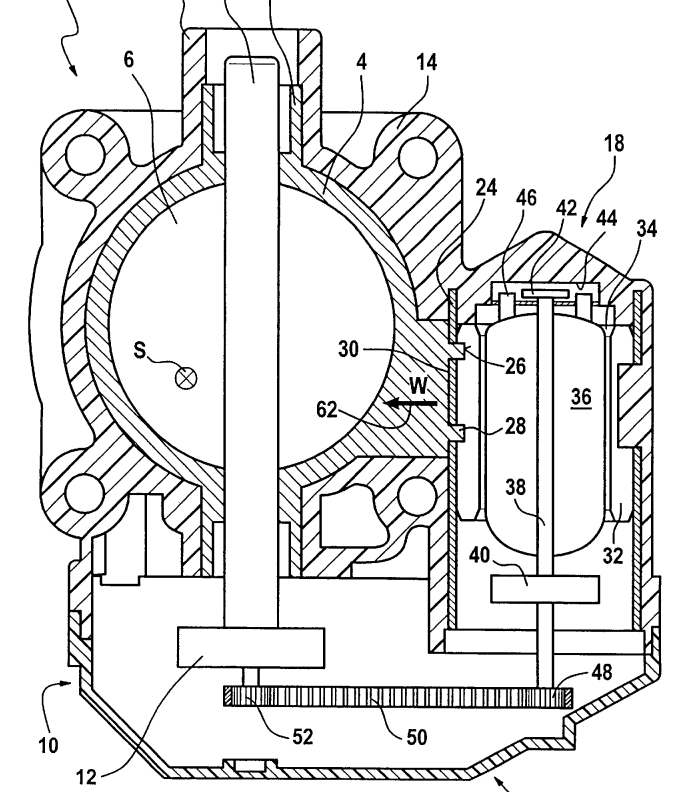
کنترل الکترونیکی ساسات

کنترل الکترونیکی ساسات (انگلیسی: Electronic throttle control) یک تکنولوژی در خودرو است، که جایگزین ارتباط مکانیکی بین پدال گاز و دریچه ساسات (throttle) شده است.